# 1909
1909. је била проста година.

## Догађаји

### Јануар
- 28. јануар — Америчке трупе су напустиле Кубу са изузетком базе Гвантанамо где су се налазили од краја Шпанско-америчког рата.

### Фебруар
- 2. фебруар —  Прва скупштина Срба у Османском царству одржана је од 2. до 11. фебруара 1909. у Скопљу. На тој скупштини донесене су резолуције о политичким, економским и црквеношколском приликама.

### Март
- 4. март — Вилијам Х. Тафт је инаугурисан за 27. председника САД.

### Април
- 6. април — Амерички истраживач Роберт Пери је освојио Северни пол, прешавши са експедицијом на санкама 1.600 km.
- 14. април — Након војне побуне против владе, руља је започела масакре над Јерменима у вилајету Адана.

### Јун
- 10. јун — Први пут употребљен сигнал SOS када је линијски брод Славонија компаније Кјунард, доживео бродолом на Азорским острвима.

### Јул
- 25. јул — Француски пилот Луј Блерио је први авионом прелетео Ламанш.

### Септембар
- 20. септембар — Парламент Уједињеног Краљевства је усвојио Акт о Јужној Африци из 1909., чиме је створена Јужноафричка Унија од бивших британских колонија Рт добре наде, Натал, Орање и Трансвал.

### Октобар
- 24. октобар — Ракониђијска погодба

### Непознат датум
- Википедија:Непознат датум — фебруар — објављен Манифест футуризма
- Википедија:Непознат датум — март — започет Велеиздајнички процес (1909)

## Рођења

### Јануар
- 22. јануар — У Тант, бурмански политичар. (†1974)

### Април
- 22. април — Индро Монтанели, италијански новинар и историчар. (†2001)
- 26. април — Анђа Ранковић, текстилна радница, учесница НОБ-а и народни херој († 1942)
- 29. април — Том Јуел, амерички глумац. (†1994)

### Мај
- 14. мај — Светозар Радојчић, српски историчар уметности (†1978)
- 26. мај — Адолфо Лопез Матеос, мексички политичар († 1969)
- 27. мај — Хуан Висенте Перес Мора најстарији мушкарац на свету  († 2024)

### Јун
- 24. јун — Вилијам Џорџ Пени, енглески физичар и математичар († 1991)

### Август
- 27. август — Силвер Мас, белгијски бициклиста. (†1966).

### Новембар
- 5. новембар — Милена Павловић-Барили, српска сликарка († 1945)
- 12. новембар — Перо Перовић, најстарији Црногорац. († 2015)
- 28. новембар — Александар Ранковић, српски политичар. († 1983)

## Смрти

### Фебруар
- 17. фебруар — Џеронимо, поглавица Апача

### Септембар
- 12. октобар — Франциско Ферер, каталонски слободарски педагог и оснивач покрета модерних школа. (*1859)

## Нобелове награде
- Физика — Гуљелмо Маркони и Карл Фердинанд Браун
- Хемија — Вилхелм Оствалд
- Медицина — Емил Теодор Кохер
- Књижевност — Селма Лагерлеф
- Мир — Члан Међународног суда за арбитражу Огист Мари Франсоа Бернер (Белгија); Пол Балије д’Етурнел де Констан и барон Де Констан де Ребек (Француска)
- Економија — Награда у овој области почела је да се додељује 1969. године